# 福岡すっぴんツアー!
『今田耕司のすっぴんツアー』（いまだこうじのすっぴんツアー）は2023年に不定期でFBS福岡放送にて放送されている旅バラエティ番組である。過去には2014年から2022年まで『福岡すっぴんツアー!』での番組名で放送した。

## 出演者
現在
- 今田耕司
- 黒瀬純（パンクブーブー）- ナビゲーター

過去
- 博多華丸・大吉 - ナビゲーター（ - 第11回）
- ハロー植田（第3回 - 第8回）

## 放送リスト
福岡すっぴんツアー!
| 回 | 放送日         | ゲスト                                                               | 備考  |
| -- | -------------- | -------------------------------------------------------------------- | ----- |
| 1  | 2014年11月2日  |                                                                      |       |
| 2  | 2015年6月28日  |                                                                      |       |
| 3  | 2015年11月21日 | 秋山由季奈、ハロー植田                                               |       |
| 4  | 2016年1月23日  | 長崎亭キヨちゃんぽん、野良レンジャー、ぶんぶん丸、ハロー植田         |       |
| 5  | 2016年7月31日  |                                                                      |       |
| 6  | 2017年1月28日  | どんぴしゃ、メガモッツ、もっこすファイヤー、ハロー植田               |       |
| 7  | 2017年6月17日  | どんぴしゃ、マサル、レモンティー、ハロー植田                         |       |
| 8  | 2018年2月25日  | だんごばーな、マサル、スクラップス、ハロー植田                       | [ 1 ] |
| 9  | 2018年8月18日  | 福原愛、安藤やよい、リリー・フランキー                               | [ 2 ] |
| 10 | 2018年11月17日 | 吉本実憂、小林茉里奈（福岡放送アナウンサー）、松中信彦、メタルラック | [ 3 ] |
| 11 | 2019年2月23日  |                                                                      | [ 4 ] |
| 12 | 2019年8月17日  | 宮川大輔、松元絵里花                                                 | [ 5 ] |
| 13 | 2019年11月30日 | 藤本敏史（FUJIWARA）、立木綾乃、吉本一椛                             | [ 6 ] |
| 14 | 2020年2月29日  | 陣内智則、野崎あいか                                                 |       |
| 15 | 2020年8月8日   | 藤森慎吾（オリエンタルラジオ）、矢野由希子                           |       |
| 16 | 2020年12月19日 | ケンドーコバヤシ、桑原優実                                           |       |
| 17 | 2021年3月20日  | 吉村崇（平成ノブシコブシ）、小杉竜一（ブラックマヨネーズ）、絢乃唯那 |       |
| 18 | 2021年8月29日  | 遠藤章造（ココリコ）、聖華                                           |       |
| 19 | 2022年1月16日  | 蛍原徹、みずほ                                                       |       |
| 20 | 2022年7月31日  | せいや（霜降り明星）、のだこころ                                     |       |

今田耕司のすっぴんツアー
2024年2月4日に第3回の放送を予定していたが、放送2週間前の1月22日に編成上の都合を理由として当面の間番組の放送を見合わせることを番組制作局のFBS福岡が発表。番組を紹介するサイトは即時削除されていたが。2024年9月14日に放送再開した。
| 回 | 放送日        | ゲスト                                                               | ナレーション      | 備考                                                         |
| -- | ------------- | -------------------------------------------------------------------- | ----------------- | ------------------------------------------------------------ |
| 1  | 2023年1月15日 | 長谷川忍（シソンヌ）、新谷あやか                                     | 田中美久（HKT48） | この放送日から今田耕司のすっぴんツアーになってリニューアル。 |
| 2  | 2023年7月29日 | 斉藤慎二（ジャングルポケット）、倉本彩（熊本県民テレビアナウンサー） |                   |                                                              |
| 3  | 2024年9月14日 | 小杉竜一（ブラックマヨネーズ）                                       |                   |                                                              |